# Chae Shi-ra
Chae Shi-ra (Seúl, Corea del Sur, 25 de junio de 1968) es una actriz surcoreana.

## Carrera
Desde 1990 ha establecido firmemente su carrera de actriz con Eyes of Dawn. En la década de 1990, fue referida como una actriz representativa de la época junto con Kim Hee-ae y Ha Hee-ra.

## Filmografía
*Nota: la totalidad de la lista está referenciada.

### Cine
| Año  | Título en inglés                  | Romanización                    |
| ---- | --------------------------------- | ------------------------------- |
| 1994 | Mom, the Star and the Sea Anemone | Eomma-wa byeolgwa malmijal      |
| 1995 | Sunset into the Neon Lights       | Ne-onsog-eulo no euljida        |
| 1995 | Hong Kil-Dong                     | Dol-a-en yeong-ung Hong Gildong |

### Series de televisión
| Año  | Red  | Título                                                          | Rol                 | Notas  |
| ---- | ---- | --------------------------------------------------------------- | ------------------- | ------ |
| 1983 | KBS  | A Diary of High School Students (고교생 일기)                   |                     |        |
| 1987 | KBS  | Kkochimi (꼬치미)                                               |                     |        |
| 1988 | MBC  | Best Theatre, A Fairy of Shampoo (베스트극장, 샴푸의 요정)      |                     |        |
| 1989 | MBC  | The Giant (거인)                                                | Seo Gyeong-ju       |        |
| 1989 | MBC  | Joseon Dynasty 500 years, Pamun (조선왕조 500 - 파문)           |                     |        |
| 1990 | MBC  | Gaksibang Sarang Yeollyeonne (설날특집극, 각시방 사랑 열렸네)   |                     |        |
| 1990 | MBC  | Two Diaries (2부작 단막극: 두 권의 일기)                        | Mi-hui              |        |
| 1991 | MBC  | Eyes of Dawn                                                    | Yun Yeo-ok          |        |
| 1992 | MBC  | The Son and Daughter (아들과 딸)                                | Mi-hyeon            |        |
| 1993 | MBC  | Pilot (미니시리즈 파일럿)                                       | No Hye-ran          |        |
| 1994 | MBC  | The Moon of Seoul (주말드라마: 서울의 달)                       | Yeong-suk           |        |
| 1994 | MBC  | The Girl of My Son (아들의 여자)                                | Kim Chae-won        |        |
| 1995 | MBC  | APT (아파트)                                                    |                     |        |
| 1995 | MBC  | Choe Seung-hui                                                  | Choe Seung-hui      |        |
| 1996 | MBC  | Dangerous Love (위험한 사랑)                                    | Jang Yun-ju         |        |
| 1997 | MBC  | Mimang (수목드라마 : 미망)                                      | Jeon Tae-im         |        |
| 1998 | KBS  | The King and Queen (대하드라마: 왕과 비)                        | Reina Insu          |        |
| 1998 | KBS  | The Legend of Ambition (주말연속극 야망의 전설)                 | Kim In-ae           |        |
| 2000 | SBS  | Viva Women (드라마스페셜 여자 만세)                             | Da-yeong            |        |
| 2002 | MBC  | The Golden Age of the Maeng Family (주말연속극 맹가네 전성시대) | Maeng Geum-ja       |        |
| 2004 | KBS  | Conditions for Love (주말연속극 애정의 조건)                    | Gang Geum-pa        |        |
| 2004 | KBS  | Emperor of the Sea                                              | Madam Jami          | [ 5 ]  |
| 2006 | KBS  | Invisible man, Choe Jang-su (수목드라마, 투명인간 최장수)       | O So-yeong          | [ 6 ]  |
| 2009 | KBS  | Empress Cheonchu                                                | Emperatriz Cheonchu | [ 7 ]  |
| 2011 | JTBC | Insu, The Queen Mother                                          | Reina Insoo         | [ 8 ]  |
| 2012 | SBS  | Five Fingers                                                    | Chae Yeong-rang     | [ 9 ]  |
| 2015 | KBS2 | Unkind Women                                                    | Kim Hyun-sook       | [ 10 ] |
| 2018 | MBC  | Parting Left                                                    | Seo Young-hee       | [ 11 ] |

## Premios
| Año  | Premio                                            | Categoría                        | Nominación             | Notas  |
| ---- | ------------------------------------------------- | -------------------------------- | ---------------------- | ------ |
| 1990 | 26 de Baeksang Arts Awards                        | Mejor Actriz revelación - TV     | El Gigante             |        |
| 1991 | MBC Drama Awards                                  | Mejor Actriz                     | Los ojos de la Aurora  |        |
| 1992 | 28 de Baeksang Arts Awards                        | Mejor Actriz de televisión       | Los ojos de la Aurora  |        |
| 1994 | MBC Drama Awards                                  | Daesang (Gran Premio)            | La Luna de Seúl        |        |
| 1995 | 31 de Baeksang Arts Awards                        | Actriz más Popular de televisión | La Chica de Mi Hijo    |        |
| 1995 | TV Diario de Este Año del Premio de las Estrellas | Mejor Actuación                  | Desconocido            |        |
| 1995 | MBC Drama Awards                                  | Daesang (Gran Premio)            | APT                    |        |
| 1999 | KBS Drama Awards                                  | Daesang (Gran Premio)            | El Rey y la Reina      |        |
| 2000 | SBS Drama Awards                                  | Mejor Actriz                     | Viva Las Mujeres       |        |
| 2004 | KBS Drama Awards                                  | Mejor Actriz                     | El emperador del Mar   |        |
| 2009 | KBS Drama Awards                                  | Premio a la Excelencia, Actriz   | La Emperatriz Cheonchu | .      |
| 2012 | SBS Drama Awards                                  | Top 10 De Star Award             | Cinco Dedos            |        |
| 2012 | SBS Drama Awards                                  | Productor Premio                 | Cinco Dedos            |        |
| 2015 | KBS Drama Awards                                  | Premio a la Excelencia, Actriz   | Cruel Damas            | [ 13 ] |